# Депешко Іван Артемович
Іван Артемович Депешко (нар. 1894 — ?) — український радянський діяч, бригадир котельників залізничного депо Козятин Вінницької області. Депутат Верховної Ради СРСР 1-го скликання.

## Життєпис
У ранньому дитинстві залишився без батька, з одинадцятирічного віку наймитував. З 1912 року працював чорноробом на залізниці.
З 1914 року — чорнороб, учень котельника, робітник-котельник залізничного депо Козятин на Вінниччині.
Член ВКП(б) з 1925 року.
Під час колективізації як «двадцятип'ятитисячник» брав участь у створенні колгоспів, керував кущовою сільською партійною організацією в Любарському районі.
З 1937 року — бригадир котельників залізничного депо Козятин Вінницької області.

## Нагороди
- значок «Почесному залізничникові»